# Mariapía Bevilacqua
Mariapía Bevilacqua (1968 ) es una botánica, fitogeógrafa, aerobióloga, profesora, taxónoma, conservadora y exploradora, venezolana.

## Carrera
En 1989 obtuvo su licenciatura en biología, con la defensa de la tesis. En 2002, obtuvo el doctorado en Ciencias Biológicas, por la Universidad Simón Bolívar.
Desarrolla actividades académicas en el "Instituto de Botánica Agrícola", Facultad de Agronomía, Maracay, Estado Aragua, Universidad Central de Venezuela.
También opera como curadora en el fortalecimiento del Herbario de la "Facultad de Agronomía “Víctor M. Badillo”", como un centro de investigación de la biodiversidad en Venezuela

## Publicaciones

### Libros
- mariapía Bevilacqua, carolina Riva. 2015. Tidi'uma. Creatività e genere nell'arte yekuana. La collezione Acoana, v. 8 de Antropunti guide. Editores Mariapia Bevilacqua, Carolina Riva. Publicó Silvana, 160 p. ISBN 8836631800, ISBN 9788836631803

- -----------------------, lya Cárdenas, m.i. Palmero, m. Magris (eds.) 2013. Acciones para la salud infantil. Protocolo clínico para el tratamiento de la diarrea en niños menores de 5 años. Guía ilustrada para fortalecer la atención en salud indígena. ACOANA. Caracas, Venezuela.

- -----------------------, d. Medina, lya Cárdenas (eds.) 2012. Guía Pedagógica de apoyo al maestro comunitario para la prevención y control de la malaria en comunidades indígenas en Venezuela. Asociación Venezolana para la Conservación de Áreas Naturales –ACOANA. Venezuela

- -----------------------, lya Cárdenas, domingo a. Medina. 2006. Condición de las áreas protegidas en Venezuela. Período 1993-2003. Acoana, Unión Internacional para la Naturaleza. Capítulo Venezuela. Fundación Polar y Conservation Internacional de Venezuela. Caracas.

- -----------------------, ----------------, ---------------------. 2006. Las áreas protegidas en Venezuela: diagnóstico de su condición, 1993-2004'. Edición ilustrada de Fundación Empresas Polar, 163 p. ISBN 9803791478, ISBN 9789803791476

- -----------------------, ----------------, a.l. Flores, l. Hernández, e. Lares, m. Miranda, j. Ochoa, m. Rodríguez, e. Seling. 2002. The state of Venezuela´s forest: with a focus on the guayana region. Global Forest Watch & Fundación Polar. Caracas. Edición ilustrada de World Resources Institute, 132 p. ISBN 1569735085, ISBN 9781569735084

- -----------------------. 2000. La gran sabana, parque nacional canaima: un reto para todos. En: Guía ecológica de la gran sabana (O. Huber y G. Febres eds.) The nature conservancy y Chevron. Caracas.

## Honores

### Membresías
- "Asociación Venezolana para el Avance de la Ciencia".
- 2007: "Asociación Venezolana para la Conservación de Áreas Naturales" ACOANA, y su presidenta.
- 2008-presente: Alianza Andes (VicePresidente) Punto Focal para Venezuela,
- 2003-2009, y miembro activo a partir de 2005 UICN-World Comisión of Protected Areas Punto Focal para Venezuela
- 2001-presente: Global Forest Watch Miembro Activo
- 1994-1995: Fundación Canaima. Directora de Proyectos.
- 1994: EcoNatura. Miembro del Comité Científico.
- 1991-1994: Fundación Instituto Botánico de Venezuela. Miembro de la Junta Directiva.
- 1990-1994: Asociación Latinoamericana de Botánica. Delegado Adjunto por Venezuela.
- 1989-1999: Sociedad Botánica de Venezuela, y de la Junta Directiva, Seccional Distrito Federal y Estado Miranda. 1990-1991 International Palm Society.
- 1988-1996: Sociedad Venezolana de Ecología.

### Arbitraje en Revistas y Proyectos de Investigación
- 2010: ECOLOGICAL GRAN ECOSYSTEMS – UICN NETHERLANDS.
- 2009: ACTA BOTÁNICA VENEZUELA. Venezuela.
- 2007: IDENTITIES. Global Studies in Culture and Power. USA.
- 2007: ECOSISTEMAS. Revista Científica y Técnica de Ecología y Ambiente (España).
- 2001 a 2013: INTERCIENCIA.
- 2005 a 2007: FONACIT. Fondo Nacional de Ciencia y Tecnología. Proyectos de Grupo.[5]
- La abreviatura «Bevil.» se emplea para indicar a Mariapía Bevilacqua como autoridad en la descripción y clasificación científica de los vegetales.[7]